# Upukerora River
Der Upukerora River ist ein Fluss im Südwesten der Südinsel Neuseelands.

## Geographie
Der Fluss entspringt an der Ostflanke des 1823 m hohen Countess Peak in der Countess Range. Von dort fließt er in südliche Richtung, mit den Livingstone Mountains zur Rechten. Die in diesen gelegenen Archeron Lakes entwässern über den Fluss. Am Südende der Dunton Range knickt der Fluss nach Südwesten ab und fließt bis in den Osten der Ortschaft Te Anau, wo er nach Norden abknickt und bald darauf in die Patience Bay des Lake Te Anau mündet.

## Geschichte
Die Bezeichnung Upukerora River geht auf eine Abwandlung des Namens der Māori für den Neuseeländischen Forellenhechtling zurück, der in der maorischen Sprache als Upokororo bekannt ist. Die Māori bezeichnen den Fluss jedoch als Marakura.

## Infrastruktur
Bei Te Anau kreuzt der New Zealand State Highway 94 den Fluss. Von diesem abgehende Straßen führen bis zur Takaro Lodge, unweit des Südendes der Dunton Range.